# Circeis paguri
Circeis paguri är en ringmaskart som beskrevs av Knight-Jones 1977. Circeis paguri ingår i släktet Circeis och familjen Serpulidae. Arten är reproducerande i Sverige. Inga underarter finns listade i Catalogue of Life.